# Tilia sabetii
Tilia sabetii är en malvaväxtart som beskrevs av H.Zare. Tilia sabetii ingår i släktet lindar, och familjen malvaväxter. Inga underarter finns listade i Catalogue of Life.